# Georg Ots

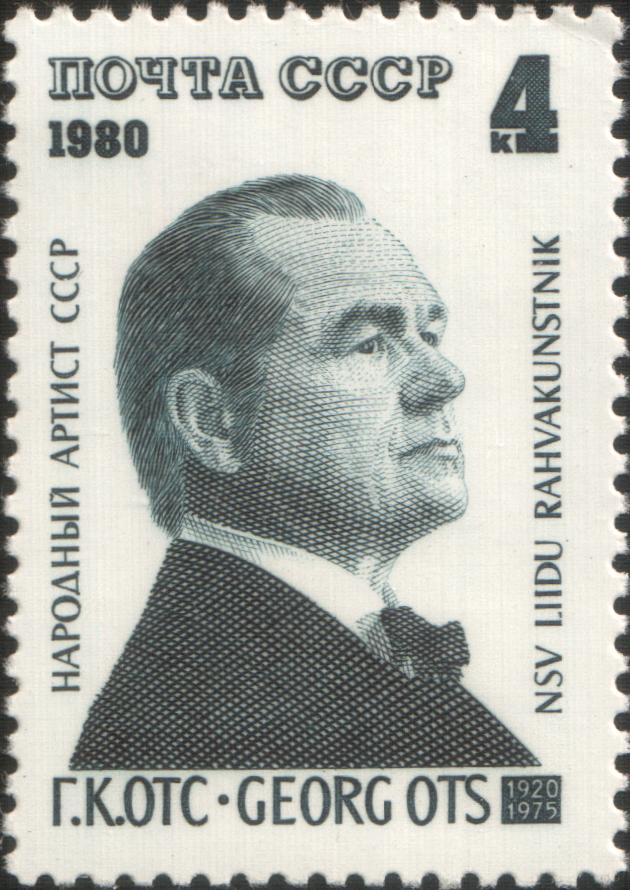
Timbre soviétique de 1980 à l'effigie de Georg Ots.

Georg Ots (en russe : Гео́рг Ка́рлович Отс, Gueorg Karlovitch Ots), né le 21 mars 1920 à Petrograd (aujourd'hui Saint-Pétersbourg) et mort le 5 septembre 1975 à Tallinn, est un chanteur d'opéra et de chansons soviétique estonien,,.

## Biographie
Georg Ots est le fils de Lydia Ots et du ténor Karl Ots (ru). Il est le frère de Maret Purde, chercheuse en oncologie.
En 1938, il obtient son baccalauréat après avoir été élève du lycée français de Tallinn. Dans sa jeunesse il pratique la natation et le water-polo.
Mobilisé dans l'Armée rouge en 1941, Georg Ots prend place sur le vapeur Sibir à destination de Léningrad pour recevoir son affectation. Près de l'île d'Hogland dans le golfe de Finlande le bateau est atteint par une bombe allemande. Ots est récupéré par un dragueur de mines et arrive finalement à Léningrad. Il est fait commandant d'un peloton de lutte antichar en janvier 1942. À cette époque, il rencontre par hasard son compatriote Priit Põldroos, commissaire politique du théâtre dramatique de Tallin, devenu directeur artistique des ensembles musicaux d'Estonie organisés à Iaroslavl. Il invite Ots à se joindre à sa formation. C'est là qu'a lieu son initiation vocale et musicale.
En 1944, Georg Ots intègre l'école musicale de Tallinn et devient choriste, puis l'année suivante - soliste de l'opéra national d'Estonie.
En 1951, il sort diplômé de l'Académie estonienne de musique et de théâtre.
Il était baryton extrêmement populaire dans les années 1950-1970 dans toute l'URSS. Il reçut deux fois le prix Staline (en 1950 et en 1952) et le prix d'État de l'URSS (1968). Sa popularité s'accroît après la sortie du film musical Mister Iks de Youli Khmelnitski (1958), adaptation télévisée de l'opérette d'Emmerich Kálmán La Princesse de cirque où Georg Ots tient le premier rôle.
On lui découvre une tumeur maligne au cerveau en 1972. Il subit huit opérations tout en continuant de travailler presque jusqu'au bout. Il fut également député du 9e Soviet suprême de l'Union soviétique élu en 1974. Il meurt le 5 septembre 1975 à Tallinn et il est enterré au cimetière boisé dans l'arrondissement de Pirita.

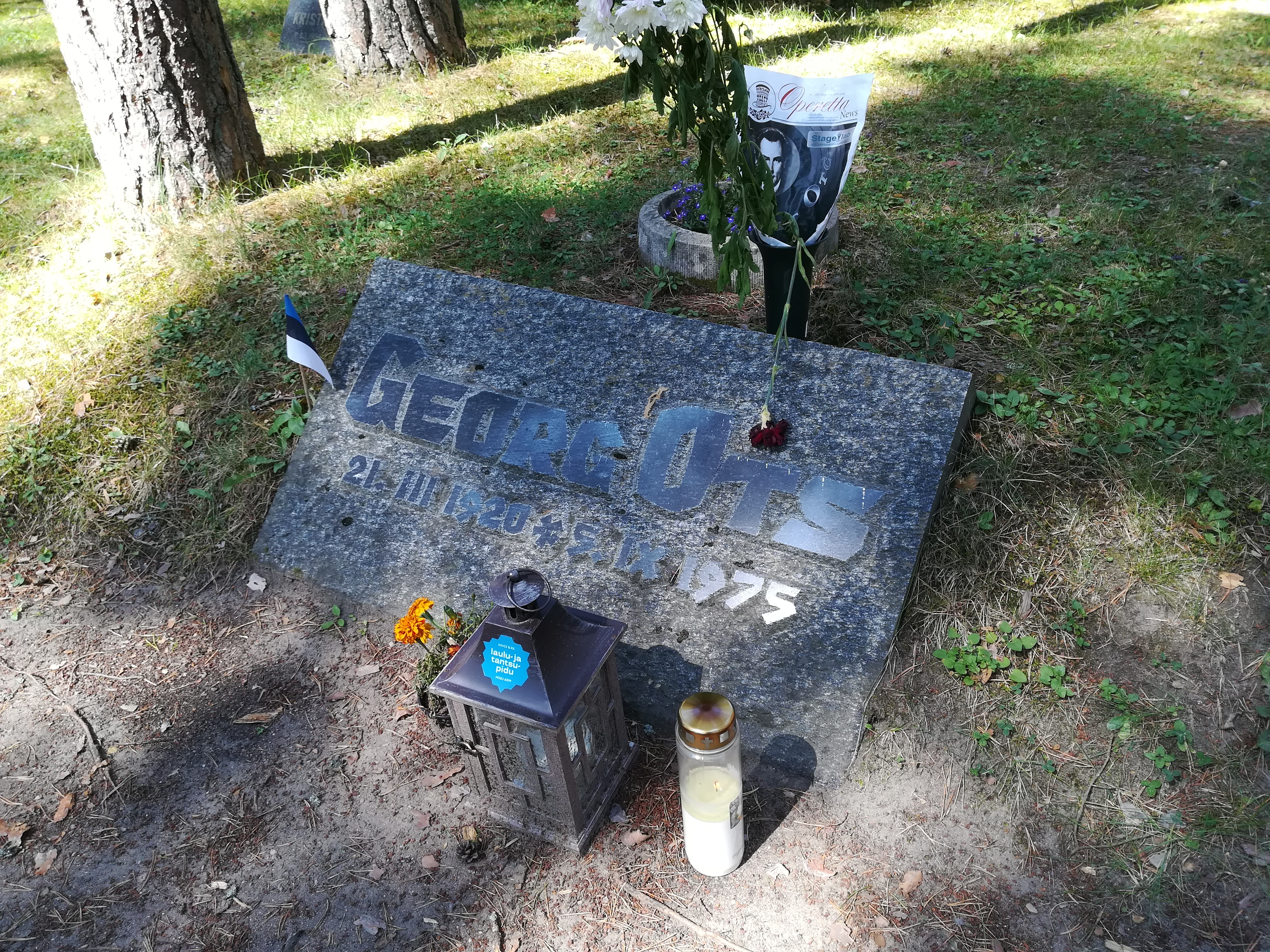
Tombe de Georg Ots au cimetière boisé de Tallinn (2019).

En 2007, Peeter Simm (en) réalise le film Georg, une biographie romancée de l'artiste, d'après le scénario d'Alexander Borodianski et Mati Põldre (en).
En mars 2020, le théâtre d"opéra de Tallin célébra le 100e anniversaire de l'un de ses chanteurs les plus remarquables, Georg Ots, avec deux concerts de gala.